# غلوريا سوزان هورويتز
غلوريا سوزان كونيغزبيرجر هورويتز (بالإسبانية: Gloria Suzanne Koenigsberger Horowitz)‏ هي عالمة في الفيزياء الفلكية ومعلمة في الجامعة الوطنية المستقلة في المكسيك (UNAM). برزت خبرتها في مجال التحليل الطيفي للنجوم والنجوم الهائلة وتأثيرات التفاعل الثنائي، كما انها كانت مديرة معهد الوطنية المستقلة في علم الفلك خلال (1990-1998) وعضو قيادي في الفريق الذي نجح في تأسيس أول اتصال بالإنترنت في المكسيك في عام 1989..

## وظيفتها الأكاديمية
ولدت غلوريا في مدينة مكسيكو. وحصلت على شهادة في الفيزياء من الجامعة الوطنية المستقلة في المكسيك، وتخرجت عام 1978، كما انها حصلت على شهادة الدكتوراهفي علم الفلك من جامعة بنسلفانيا عام 1983، تحت إشراف لورانس أوير.. شغلت منصب مدير معهد علم الفلك التابع لالجامعة الوطنية المستقلة في المكسيك من 4 ديسمبر 1990 حتى أوائل ديسمبر 1998، وخلال هذه الفترة بدأ المعهد برامج تعاونية مع عدة مراصد أمريكية تهدف إلى تحسين البنية التحتية للمرصد الوطني (SPM) و تعزيز بناء تلسكوب ضخم بتقنية الأشعة تحت الحمراء. كجزء من هذه المبادرات، أصبحت العضو الدولي الثاني في رابطة الجامعات للبحث في علم الفلك(AURA)، وتعاونت مع جامعة تكساس في بناء مكونات بصرية لتلسكوب هوبي-إبيرلي، وعززت الدراسات لبناء استنساخ ماجلان تلسكوب في مرصد SPM. كما روجت لنمو مركزالأبحاث التابع للمعهد في إنسينادا في كاليفورنيا، وإنشاء فرع جديد يقع في مدينة موريليا، والذي تطور لاحقًا ليصبح معهد الإذاعة والتليفزيون التابع للأمم المتحدة.
تشغل هورويتز منصبًا دائمًا كأستاذة وعالمة أبحاث في معهد الوطني المستقل التابع للجامعة الوطنية المستقلة ومقره كويرنافاكا في موريلوس، وهي عضو في (SNI) في المستوى الثالث. وعضو في الاتحاد الفلكي الدولي. كما انها عملت في مجلس إدارة رابطة الجامعات للبحث في علم الفلك (1997-1999 و 2001-2007) وكانت عضوًا في لجنة التدقيق التابعة لها من 2007 حتى 2016.
يكرس بحثها لدراسة هيكل والعمليات التطورية في النجوم الضخمة، وخاصة الآثار الناجمة عن التفاعلات في النظم الثنائية.